# Justine Nahimana
Justine Nahimana (* 6. August 1979) ist eine ehemalige burundische Leichtathletin, die sich auf den Langstreckenlauf spezialisiert hatte.
Nahimana trat bei den Olympischen Sommerspielen 1996 in Atlanta an. Im Alter von 16 Jahren, war sie die erste weibliche Olympiateilnehmerin ihres Landes. Im 10.000-Meter-Lauf schied sie im Vorlauf aus. 1997 nahm sie noch an den Leichtathletik-Weltmeisterschaften in Athen teil, wo sie im Wettbewerb über 5000 m erneut Platz 18 in den Vorläufen belegte.